# Sanny Åslund
John Sanny Åslund (ur. 29 sierpnia 1952 w Torsby) – były szwedzki piłkarz występujący na pozycji napastnika.

## Kariera klubowa
Åslund karierę rozpoczynał jako junior w klubie Sörby IK. W 1971 roku trafił do Degerfors IF. W 1973 roku został graczem klubu AIK Fotboll. W 1974 roku wywalczył z nim wicemistrzostwo Szwecji. W tym samym roku trafił do hiszpańskiego Espanyolu, gdzie rozegrał 11 ligowych spotkań i zdobył 2 bramki.
W 1975 roku odszedł do niemieckiego Werderu Brema. W Bundeslidze zadebiutował 9 sierpnia 1975 w wygranym 3:0 meczu z VfL Bochum, w którym strzelił także gola. W sezonie 1975/1976 rozegrał 19 ligowych spotkań i zdobył 4 bramki. Potem powrócił do AIK Solny. W 1979 odszedł do Malmö FF. W 1980 roku ponownie został graczem AIK Solny, w której barwach w 1982 roku zakończył karierę.
Po zakończeniu kariery był trenerem klubów IFK Täby, Väsby IK, AIK Fotboll oraz IFK Norrköping.

## Kariera reprezentacyjna
W reprezentacji Szwecji Åslund zadebiutował 12 listopada 1977 w przegranym 1:2 towarzyskim meczu z Polską, w którym strzelił także gola. W 1978 roku został powołany do kadry na Mistrzostwa Świata. Nie zagrał tam w żadnym meczu, a Szwedzi odpadli z turnieju po fazie grupowej. W latach 1977–1979 w drużynie narodowej Åslund rozegrał w sumie 5 spotkań i zdobył 2 bramki.